# Дерня
Дерня (словац. Derňa) — річка, ліва притока Дудвагу, протікає в округах Ґаланта й Шаля.
Довжина — 36.2 км.
Витік знаходиться в масиві Подунайські Пагорби біля села Кріжовани-над-Дудвагом.
Впадає у Дудваг біля населеного пункта Тешедіково.